# Flecha Valona 1986
La Flecha Valona 1986 se disputó el 16 de abril de 1986, y supuso la edición número 50 de la carrera. El ganador fue el francés Laurent Fignon. El también francés Jean-Claude Leclercq y el belga Claude Criquielion fueron segundo y tercero respectivamente.

## Clasificación final
| Pos. | Ciclista             | Equipo                           | Tiempo   |
| ---- | -------------------- | -------------------------------- | -------- |
| 1    | Laurent Fignon       | Système U                        | 6h24'39" |
| 2    | Jean-Claude Leclercq | Kas-Mavic-Tag-Heuer              | a 3'00"  |
| 3    | Claude Criquielion   | Hitachi-Marc-Splendor            | a 3'07"  |
| 4    | Greg LeMond          | La Vie Claire-Wonder-Look-Maerki | a 3'09"  |
| 5    | Sean Kelly           | Kas-Mavic-Tag-Heuer              | a 3'12"  |
| 6    | Joop Zoetemelk       | Kwantum-Decosol-Yoko             | a 3'19"  |
| 7    | Steven Rooks         | PDM-Gin MG-Ultima-Concorde       | a 3'20"  |
| 8    | Rolf Gölz            | Del Tongo-Colnago                | a 3'21"  |
| 9    | Johan van der Velde  | Panasonic-Merckx-Agu             | a 3'30"  |
| 10   | Charly Mottet        | Système U                        | a 3'38"  |